# Elecciones parlamentarias de Nepal de 1991
Las elecciones parlamentarias de Nepal se celebraron el 12 de mayo de 1991, para elegir a los 205 escaños de la Cámara de Representantes de Nepal, estas eran las primeras elecciones multipartidistas celebradas en el país desde 1960. 
Tras varios meses de protestas del conocido como:  Movimiento Popular, el rey Birenda cedió ante las demandas de convertir al país en una monarquía constitucional, después de varios meses de conversaciones se llegó a un acuerdo entre el Gobierno y los partidos de oposición, el Congreso Nepalí  (NC), el Partido Comunista de Nepal (Marxista-Leninista Unificado) (CPN (UML)).

## Resultados
| Partido                                                   | Dirigente                | Candidatos | Votos     | %     | Asientos |
| Congreso Nepalí                                           | Krishna Prasad Bhattarai | 204        | 2,742,452 | 37.75 | 110      |
| Partido Comunista de Nepal (Marxista-Leninista Unificado) | Madan Bhandari           | 177        | 2,040,102 | 27.98 | 69       |
| Partido Nacional Democrático (Chand)                      | Lokendra Bahadur Chand   | 154        | 478,604   | 6.56  | 3        |
| Partido Nacional Democrático (Thapa)                      | Surya Bahadur Thapa      | 163        | 392,499   | 5.38  | 1        |
| Frente Popular Unido de Nepal                             | Baburam Bhattarai        | 70         | 351,904   | 4.83  | 9        |
| Partido Nepalí de la Buena Voluntad                       | Gajendra Narayan Singh   | 75         | 298,610   | 4.10  | 6        |
| Partido Comunista de Nepal (Democrático)                  | Bishnu Bahadur Manandhar | 75         | 177,323   | 2.43  | 2        |
| Partido de los Trabajadores y los Campesinos de Nepal     | Narayan Hombre Bijukchhe | 30         | 91,335    | 1.25  | 2        |
| Nepal Rastriya Janamukti Morcha                           |                          | 50         | 34,509    | 0.47  | 0        |
| Partido comunista de Nepal (Birmania)                     | Krishna Raj Birmania     | 36         | 16,698    | 0.23  | 0        |
| Janata Dal (Sa. Pra.)                                     | Keshar Jung Rayamjhi     | 15         | 5,760     | 0.08  | 0        |
| Nepal Rastriya Jana Partido                               |                          | 4          | 5,732     | 0.08  | 0        |
| Partido comunista de Nepal (Amatya)                       | Tulsi Lal Amatya         | 14         | 4,846     | 0.07  | 0        |
| Rashtriya Janata Partido                                  |                          | 9          | 4,280     | 0.06  | 0        |
| Nepal Partido Conservador                                 |                          | 6          | 2,562     | 0.04  | 0        |
| Bahu Jana Janatadal                                       |                          | 1          | 2,012     | 0.03  | 0        |
| Ekata Partido                                             |                          | 1          | 94        | 0.00  | 0        |
| Partido Dalit Mazdoor Kisan                               |                          | 1          | 92        | 0.00  | 0        |
| Independentes                                             |                          | 219        | 303,723   | 4.17  | 3        |
| Votos nulos                                               |                          |            | 322,023   | 4.42  |          |
| Total:                                                    |                          | 1345       | 7,291,084 | 100   | 205      |

- Datos: Q6994498